# 笠ヶ森山
笠ヶ森山（かさがもりやま）は、奥羽山脈の南部に位置し、福島県郡山市と須賀川市とにまたがる山である。標高1,013m。三等三角点「笠ヶ森山」設置。

## 概要
笠を被せたような独特の山容を有しており、山頂にはテレビ中継用の反射板が二基設置してある。そのため、遠くからでも笠ヶ森山と判別できる。
地勢的には中央分水界上に存在している。

## 登山ルート
- 福島県道67号中野須賀川線から二つの登山口が整備されており、鶏峠で合流する。登山口から山頂まで約1時間30分。

## その他
うつくしま百名山に選定されている。